# ATV2
ATV2 (auch ATV II) ist ein österreichischer Fernsehsender der ProSiebenSat.1 Media SE. ATV2 ging am 1. Dezember 2011, als zweites Fernsehprogramm des Privatsenders ATV, auf Sendung. Seit 6. April 2017 gehört ATV2 zur österreichischen Sendergruppe ProSiebenSat.1 PULS4, einem Tochterunternehmen der ProSiebenSat.1 Media SE.

## Sendeschema
ATV2 soll das Programmangebot von ATV erweitern und ergänzen. Das ATV2-Programm wird komplementär zu ATV gestaltet: Wenn ATV montags, dienstags und mittwochs Eigenproduktionen spielt, soll das zweite Programm Filme und Serien bringen. Hierbei werden unter anderem sämtliche Staffeln der Serien Supernatural und Stargate Atlantis erstmals im österreichischen Fernsehen zu sehen sein.
ATV2 wird Eigenproduktionen wie Bauer sucht Frau zu alternativen Terminen wiederholen. Auf ATV2 sollen hauptsächlich Eigenformate (auch zur Primetime) wiederholt sowie Spielfilme und Serien gespielt werden. Auch für Nachrichten und das Wetter wird im Programmschema Platz geschaffen: ATV aktuell produziert für ATV2 zwei eigene Ausgaben für 17:20 und 18:20 Uhr. Darüber hinaus soll ATV2 ein jüngeres Publikum als ATV ansprechen. Am Wochenende sollen neben Spielfilmen und Dokumentationen auch japanische Animes wie Digimon und Yu-Gi-Oh! laufen, während Sitcoms und Serien im Hauptabendprogramm gezeigt werden. Ferner strahlt man ein Sneak-Preview am Sonntag in der Primetime über Saturday Night Fever – so feiert Österreichs Jugend aus. Der Dienstags-Slot auf ATV bleibt erhalten.

### Zentrale Eigenproduktionen
Die wesentlichen Eigenproduktionen von ATV2 sind:
- Saturday Night Fever – So feiert Österreichs Jugend in der exklusiven Sneak Preview
- Bauer sucht Frau
- Die Fahnder
- 24 Stunden – die Polizei im Einsatz

## Empfang
Das Programm ATV2 ist seit 1. Dezember 2011 in Österreich über Kabel und Satellit (ORF- oder Sky-Österreich-Dekoderkarte) empfangbar. Der am 15. November 2012 gestartete DVB-T-Empfang wurde auf DVB-T2 umgestellt und ist im kostenlosen, aber grundverschlüsselten Angebot bei SimpliTV für 90 Prozent der Haushalte in ganz Österreich verfügbar. Seit dem 11. Oktober 2016 wird in den österreichischen Kabelnetzen auch die HD-Version des Programms verbreitet. Am 22. November 2022 wurde die SD-Übertragung von ATV2 via Satellit beendet. Seitdem wird das Programm auf dem bestehenden Sendeplatz in HD verbreitet. Wie auch ATV ist ATV2 HD lediglich grundverschlüsselt über das ORF Digital-Paket empfangbar, ein HD Austria-Abonnement ist nicht nötig.
- Satellit: ASTRA 19,2° Ost
- Transponder: 115
- Downlink-Frequenz: 11,244 GHz
- Polarisation: horizontal
- Symbolrate (MS/s): 22000
- Fehlerschutz (FEC): 5/6